# Campionat de Catalunya de natació - 200 metres braça
Els 200 metres braça és una prova del Campionat de Catalunya de natació que es realitza des de la temporada 1921 en categoria masculina i 1932 en categoria femenina, organitzada per la Federació Catalana de Natació (FCN). És la prova més llarga de la modalitat de la braça en el calendari del Campionat de Catalunya.
Les primeres proves de braça del Campionat de Catalunya en categoria masculina foren els 200 i els 400 metres braça. En categoria femenina, en canvi, la primera prova disputada va ser els 100 metres, que es disputà entre 1926 i 1931. L'any 1932, les noies passaren a disputar els 200 metres braça, prova que s'ha mantingut fins a l'actualitat. El primer guanyador de la prova fou Salvador Laguia del Centre d'Esports de Lleida amb un temps de 3 minuts i 41 segons. L'any 1950 el nedador del Barcelona Javier Alberti Cimiano guanyà la prova amb un temps inferior als tres minuts per primer cop (2:55.0). En categoria femenina, la primera vencedora fou Carme Soriano i Tresserra, del CN Barcelona, amb un temps de 3 minuts i 41 segons. La primera guanyadora que baixà dels tres minuts fou Isabel Castañé i López del CN Sabadell l'any 1963 (2:58.7).
Fins a l'any 2023, Enriqueta Soriano i Tresserra és la nedadora amb més triomfs a la prova amb 11 campionats, seguida de Isabel Castañé i López amb 7 i Marina Garcia i Urzainqui amb 6. En categoria masculina Marc Capdevila Pons guanyà el campionat en 6 ocasions, seguit de tres nedadors amb 4 campionats, Pere Balcells i Prat, Sergio Garcia Ortiz i Guillem Alsina i Soto.

## Historial

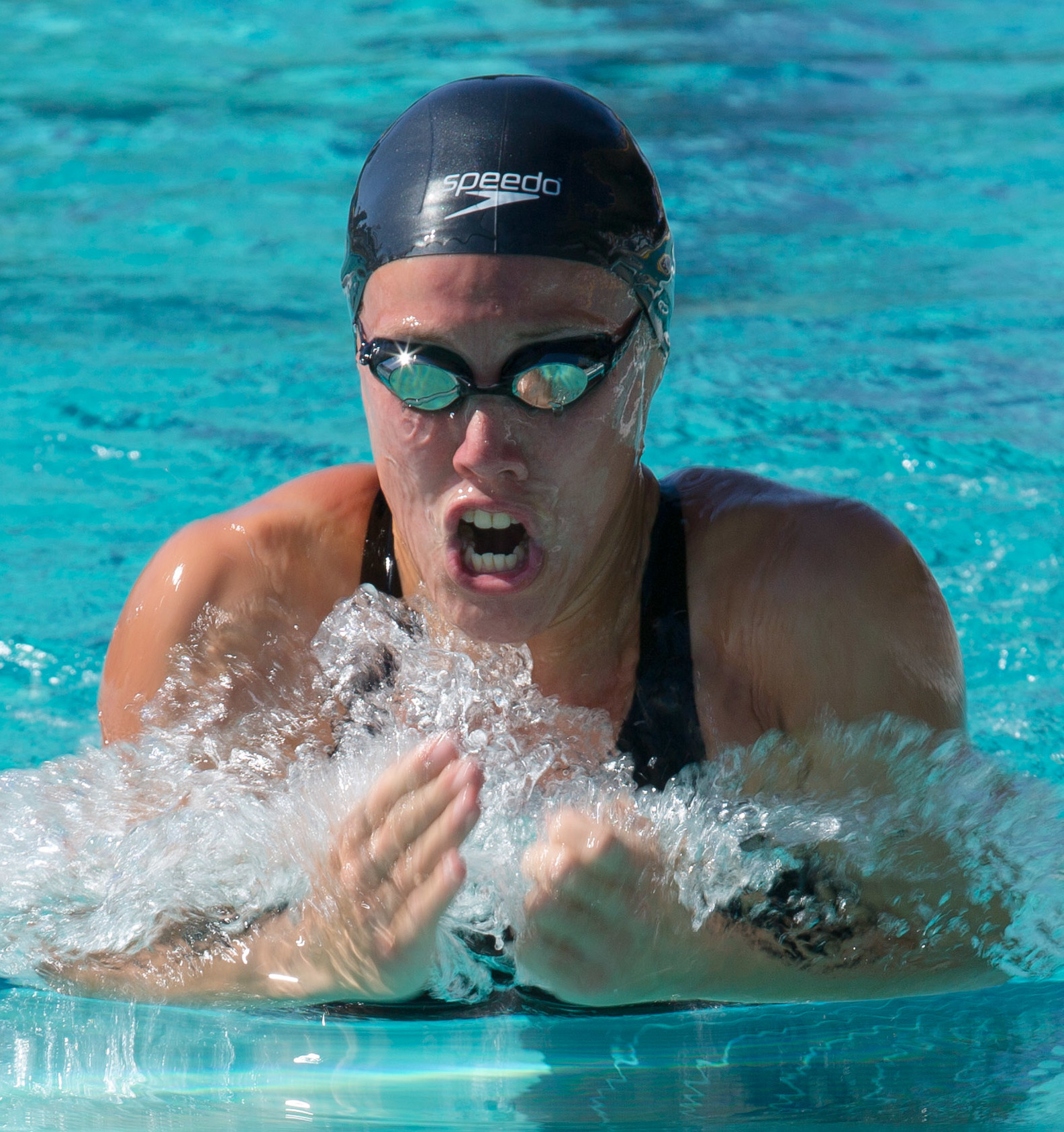
Marina Garcia ha estat una gran campiona catalana en els 200 metres braça.

| Edició                                              | Data    | Competició masculina            | Competició masculina            | Competició masculina            | Competició femenina               | Competició femenina               | Competició femenina               | refs.             |
| Edició                                              | Data    | Campió                          | Club                            | Temps                           | Campiona                          | Club                              | Temps                             | refs.             |
| --------------------------------------------------- | ------- | ------------------------------- | ------------------------------- | ------------------------------- | --------------------------------- | --------------------------------- | --------------------------------- | ----------------- |
| IV                                                  | 1921    | Salvador Laguia                 | CE Lleida                       | 3:41.2                          | la prova femenina començà el 1932 | la prova femenina començà el 1932 | la prova femenina començà el 1932 | [ 2 ] [ 3 ]       |
| V                                                   | 1922    | Joan Costa                      | CN Pop de Badalona              | 3:27.4                          | la prova femenina començà el 1932 | la prova femenina començà el 1932 | la prova femenina començà el 1932 | [ 2 ] [ 3 ]       |
| VI                                                  | 1923    | Joan Costa                      | CN Pop de Badalona              | 3:31.2                          | la prova femenina començà el 1932 | la prova femenina començà el 1932 | la prova femenina començà el 1932 | [ 2 ] [ 3 ]       |
| VII                                                 | 1924    | Salvador Laguia                 | CE Lleida                       | 3:36.0                          | la prova femenina començà el 1932 | la prova femenina començà el 1932 | la prova femenina començà el 1932 | [ 2 ] [ 3 ]       |
| VIII                                                | 1925    | Alfons Tusell Alonso            | CN Barcelona                    | 3:30.0                          | la prova femenina començà el 1932 | la prova femenina començà el 1932 | la prova femenina començà el 1932 | [ 2 ] [ 3 ]       |
| IX                                                  | 1926    | Josep Francesch                 | CN Arenys                       | 3:08.5                          | la prova femenina començà el 1932 | la prova femenina començà el 1932 | la prova femenina començà el 1932 | [ 2 ] [ 3 ]       |
| X                                                   | 1927    | Josep Francesch                 | CN Arenys                       | 3:14.4                          | la prova femenina començà el 1932 | la prova femenina començà el 1932 | la prova femenina començà el 1932 | [ 2 ] [ 3 ]       |
| XI                                                  | 1928    | Josep Francesch                 | CN Barcelona                    | 3:19.3                          | la prova femenina començà el 1932 | la prova femenina començà el 1932 | la prova femenina començà el 1932 | [ 2 ] [ 3 ]       |
| XII                                                 | 1929    | Ramon Sapés                     | CN Sabadell                     | 3:06.0                          | la prova femenina començà el 1932 | la prova femenina començà el 1932 | la prova femenina començà el 1932 | [ 2 ] [ 3 ]       |
| XIII                                                | 1930    | Ramon Sapés                     | CN Sabadell                     | 3:08.2                          | la prova femenina començà el 1932 | la prova femenina començà el 1932 | la prova femenina començà el 1932 | [ 2 ] [ 3 ]       |
| XIV                                                 | 1931    | Ramon Sapés                     | CN Sabadell                     | 3:04.6                          | la prova femenina començà el 1932 | la prova femenina començà el 1932 | la prova femenina començà el 1932 | [ 2 ] [ 3 ]       |
| XV                                                  | 1932    | no es disputà entre 1932 i 1936 | no es disputà entre 1932 i 1936 | no es disputà entre 1932 i 1936 | Carme Soriano                     | CN Barcelona                      | 3:41.4                            | [ 2 ] [ 3 ]       |
| XVI                                                 | 1933    | no es disputà entre 1932 i 1936 | no es disputà entre 1932 i 1936 | no es disputà entre 1932 i 1936 | Enriqueta Soriano                 | CN Barcelona                      | 3:36.0                            | [ 2 ] [ 3 ]       |
| XVII                                                | 1934    | no es disputà entre 1932 i 1936 | no es disputà entre 1932 i 1936 | no es disputà entre 1932 i 1936 | Enriqueta Soriano                 | CN Barcelona                      | 3:27.0                            | [ 2 ] [ 3 ]       |
| XVIII                                               | 1935    | no es disputà entre 1932 i 1936 | no es disputà entre 1932 i 1936 | no es disputà entre 1932 i 1936 | Enriqueta Soriano                 | CN Barcelona                      | 3:25.0                            | [ 2 ] [ 3 ] [ 4 ] |
| XIX                                                 | 1936    | no es disputà entre 1932 i 1936 | no es disputà entre 1932 i 1936 | no es disputà entre 1932 i 1936 | Enriqueta Soriano                 | CN Barcelona                      | 3:25.0                            | [ 2 ] [ 3 ]       |
| no es disputà entre 1937 i 1938 per la Guerra Civil |         |                                 |                                 |                                 |                                   |                                   |                                   |                   |
| XX                                                  | 1939    | Valentí Sabaté Mas              | CN Martorell                    | 3:13.4                          | Enriqueta Soriano                 | CN Barcelona                      | 3:44.4                            | [ 2 ] [ 3 ]       |
| XXI                                                 | 1940    | no es disputà entre 1940 i 1941 | no es disputà entre 1940 i 1941 | no es disputà entre 1940 i 1941 | Enriqueta Soriano                 | CN Barcelona                      | 3:53.2                            | [ 2 ] [ 3 ]       |
| XXII                                                | 1941    | no es disputà entre 1940 i 1941 | no es disputà entre 1940 i 1941 | no es disputà entre 1940 i 1941 | Enriqueta Soriano                 | CN Barcelona                      | 3:27.0                            | [ 2 ] [ 3 ]       |
| XXIII                                               | 1942    | Antoni Bayarri Ayza             | CN Barceloneta                  | 3:13.8                          | Enriqueta Soriano                 | CN Barcelona                      | 3:42.2                            | [ 2 ] [ 3 ]       |
| XXIV                                                | 1943    | Josep Amat                      | CN Martorell                    | 3:10.0                          | Enriqueta Soriano                 | CN Barcelona                      | 3:37.4                            | [ 2 ] [ 3 ]       |
| XXV                                                 | 1944    | Jaume Cardellach Serra          | CN Terrassa                     | 3:13.4                          | Mercè Gómez                       | CN Barcelona                      | 3:35.3                            | [ 2 ] [ 3 ]       |
| XXVI                                                | 1945    | Josep Amat                      | CN Martorell                    | 3:12.2                          | Mercè Gómez                       | CN Barcelona                      | 3:34.1                            | [ 2 ] [ 3 ]       |
| XXVII                                               | 1946    | Francesc Andreu                 | CN Barcelona                    | 3:08.4                          | Mercè Gómez                       | CN Barcelona                      | 3:28.2                            | [ 2 ] [ 3 ]       |
| XXVIII                                              | 1947    | Francesc Andreu                 | CN Barcelona                    | 3:07.7                          | Enriqueta Soriano                 | CN Barcelona                      | 3:31.2                            | [ 2 ] [ 3 ]       |
| XXIX                                                | 1948    | Josep Abella González           | CN Catalunya                    | 3:09.8                          | Enriqueta Soriano                 | CN Barcelona                      | 3:33.2                            | [ 2 ] [ 3 ]       |
| XXX                                                 | 1949    | Josep Abella González           | CN Catalunya                    | 3:00.8                          | Elena Azpelicueta                 | CN Barcelona                      | 3:46.4                            | [ 2 ] [ 3 ]       |
| XXXI                                                | 1950    | Javier Alberti Cimiano          | CN Barcelona                    | 2:55.0                          | Elena Azpelicueta                 | CN Barcelona                      | 3:38.0                            | [ 2 ] [ 3 ]       |
| XXXII                                               | 1951    | Javier Alberti Cimiano          | CN Barcelona                    | 2:55.8                          | Elena Azpelicueta                 | CN Barcelona                      | 3:30.8                            | [ 2 ] [ 3 ]       |
| XXXIII                                              | 1952    | Javier Alberti Cimiano          | CN Barcelona                    | 2:52.2                          | Elena Azpelicueta                 | CN Barcelona                      | 3:21.9                            | [ 2 ] [ 3 ]       |
| XXXIV                                               | 1953    | Armand Casado Bagé              | CE Mediterrani                  | 3:01.6                          | Elena Azpelicueta                 | CN Barcelona                      | 3:26.4                            | [ 2 ] [ 3 ]       |
| XXXV                                                | 1954    | Jordi Nicolau                   | CN Barcelona                    | 3:00.2                          | M. Dolors Amat Ortega             | CN Barcelona                      | 3:21.8                            | [ 2 ] [ 3 ]       |
| XXXVI                                               | 1955    | Jordi Nicolau                   | CN Barcelona                    | 2:54.9                          | M. Dolors Amat Ortega             | CN Barcelona                      | 3:25.3                            | [ 2 ] [ 3 ]       |
| XXXVII                                              | 1956    | Joan Agut Munné                 | CE Mediterrani                  | 2:53.0                          | M. Dolors Amat Ortega             | CN Barcelona                      | 3:23.0                            | [ 2 ] [ 3 ]       |
| XXXVIII                                             | 1957    | Guillem Alsina                  | CN Barcelona                    | 2:53.0                          | M. Dolors Amat Ortega             | CN Barcelona                      | 3:19.3                            | [ 2 ] [ 3 ]       |
| XXXIX                                               | 1958    | Guillem Alsina                  | CN Barcelona                    | 2:51.2                          | Maria Teresa Viñals               | CN Barcelona                      | 3:19.8                            | [ 2 ] [ 3 ]       |
| XL                                                  | 1959    | Guillem Alsina                  | CN Barcelona                    | 2:53.8                          | Ana M. Santamaría Ansaldo         | CN Barcelona                      | 3:16.4                            | [ 2 ] [ 3 ]       |
| XLI                                                 | 1960    | Guillem Alsina                  | CN Barcelona                    | 2:48.3                          | Isabel Castañé                    | CN Sabadell                       | 3:13.5                            | [ 2 ] [ 3 ]       |
| XLII                                                | 1961    | Franc. Martínez Vilaseca        | CN Manresa                      | 2:49.5                          | Isabel Castañé                    | CN Sabadell                       | 3:06.9                            | [ 2 ] [ 3 ]       |
| XLIII                                               | 1962    | Franc. Martínez Vilaseca        | CN Manresa                      | 2:45.2                          | Isabel Castañé                    | CN Sabadell                       | 3:08.8                            | [ 2 ] [ 3 ]       |
| XLIV                                                | 1963    | Franc. Martínez Vilaseca        | CN Manresa                      | 2:43.2                          | Isabel Castañé                    | CN Sabadell                       | 2:58.7                            | [ 2 ] [ 3 ]       |
| XLV                                                 | 1964    | Francesc Jou Roig               | CN Sabadell                     | 2:47.5                          | Isabel Castañé                    | CN Sabadell                       | 2:57.2                            | [ 2 ] [ 3 ]       |
| XLVI                                                | 1965    | Francesc Jou Roig               | CN Sabadell                     | 2:39.6                          | Isabel Castañé                    | CN Sabadell                       | 2:58.2                            | [ 2 ] [ 3 ]       |
| XLVII                                               | 1966    | Francesc Jou Roig               | CN Sabadell                     | 2:41.5                          | Isabel Castañé                    | CN Sabadell                       | 2:55.5                            | [ 2 ] [ 3 ]       |
| XLVIII                                              | 1967    | Josep Duran                     | CN Sabadell                     | 2:40.3                          | Maria Teresa Salvà                | CN Sabadell                       | 3:03.0                            | [ 2 ] [ 3 ]       |
| XLIX                                                | 1968    | Josep Duran                     | CN Sabadell                     | 2:38.3                          | Rufina Servalls Vidal             | CN Manresa                        | 3:00.2                            | [ 2 ] [ 3 ]       |
| L                                                   | 1969    | Josep Duran                     | CN Sabadell                     | 2:37.8                          | Montserrat Carbó                  | CN Sabadell                       | 3:06.1                            | [ 2 ] [ 3 ]       |
| LI                                                  | 1970    | Pere Balcells                   | CN Olot                         | 2:34.7                          | Montserrat Carbó                  | CN Sabadell                       | 2:59.2                            | [ 2 ] [ 3 ]       |
| LII                                                 | 1971    | Pere Balcells                   | CN Olot                         | 2:33.2                          | Montserrat Carbó                  | CN Sabadell                       | 3:01.3                            | [ 2 ] [ 3 ]       |
| LIII                                                | 1972    | Francesc Godoy Mulet            | CN Barcelona                    | 2:41.5                          | Montserrat Carbó                  | CN Sabadell                       | 2:59.5                            | [ 2 ] [ 3 ]       |
| LIV                                                 | 1973    | Pere Balcells                   | CN Olot                         | 2:32.1                          | Francesca Urbano                  | CN Terrassa                       | 2:58.3                            | [ 2 ] [ 3 ]       |
| LV                                                  | 1974    | Pere Balcells                   | CN Olot                         | 2:33.5                          | Margarida Armengol                | CN Barcelona                      | 2:51.5                            | [ 2 ] [ 3 ]       |
| LVI                                                 | 1975    | Pere Estrany Calvín             | CN Barcelona                    | 2:38.2                          | Carolina Kun                      | CN Barcelona                      | 2:52.7                            | [ 2 ] [ 3 ]       |
| LVII                                                | 1976    | Esteve Cardellach López         | CN Terrassa                     | 2:32.1                          | Elena Gallego Antón               | CN Atlètic                        | 2:55.9                            | [ 2 ] [ 3 ]       |
| LVIII                                               | 1977    | Felip Sánchez Masó              | GEIEG                           | 2:38.1                          | Olga Estefanell Mas               | CN Manresa                        | 2:50.2                            | [ 2 ] [ 3 ]       |
| LIX                                                 | 1978    | Francesc Pardo Brucart          | CN Molins Rei                   | 2:33.0                          | Olga Estefanell Mas               | CN Sabadell                       | 2:46.6                            | [ 2 ] [ 3 ]       |
| LX                                                  | 1979    | Francesc Pardo Brucart          | CN Molins Rei                   | 2:31.5                          | Laura Flaqué                      | CN Montjuïc                       | 2:49.6                            | [ 2 ] [ 3 ]       |
| LXI                                                 | 1980    | Francesc Pardo Brucart          | CN Molins Rei                   | 2:34.2                          | Laura Flaqué                      | CN Montjuïc                       | 2:50.4                            | [ 2 ] [ 3 ]       |
| LXII                                                | 1981    | Miquel Jou Ricart               | CN Barcelona                    | 2:31.55                         | Laura Flaqué                      | CN Montjuïc                       | 2:49.22                           | [ 2 ] [ 3 ]       |
| LXIII                                               | 1982    | Miquel Jou Ricart               | CN Barcelona                    | 2:30.3                          | Ana de la Hera                    | CN Barcelona                      | 2:47.1                            | [ 2 ] [ 3 ]       |
| LXIV                                                | 1983    | Oriol Barrufet Carrera          | CN Sant Andreu                  | 2:30.9                          | Ana de la Hera                    | CN Barcelona                      | 2:46.1                            | [ 2 ] [ 3 ]       |
| LXV                                                 | 1984    | Miquel Jou Ricart               | CN Catalunya                    | 2:29.64                         | Ana de la Hera                    | CN Barcelona                      | 2:44.94                           | [ 2 ] [ 3 ]       |
| LXVI                                                | 1985    | Sergi López                     | CN Sant Andreu                  | 2:27.30                         | Ana de la Hera                    | CN Barcelona                      | 2:44.45                           | [ 2 ] [ 3 ]       |
| LXVII                                               | 1986    | Lluís Campins Oliver            | CN Montjuïc                     | 2:29.16                         | Sílvia Parera                     | CN Mataró                         | 2:43.90                           | [ 2 ] [ 3 ]       |
| LXVIII                                              | 1986-87 | Sergi López                     | CN Sant Andreu                  | 2:26.04                         | Sílvia Parera                     | CN Mataró                         | 2:42.84                           | [ 2 ] [ 3 ]       |
| LXIX                                                | 1987-88 | Joaquim Fernández               | CN Sant Andreu                  | 2:18.9                          | Sílvia Parera                     | CN Sant Andreu                    | 2:41.31                           | [ 2 ] [ 3 ]       |
| LXX                                                 | 1988-89 | Ramon Camallonga                | CN Barcelona                    | 2:23.73                         | Sílvia Parera                     | CN Sant Andreu                    | 2:40.46                           | [ 2 ] [ 3 ]       |
| LXXI                                                | 1989-90 | Marc Capdevila Pons             | CN Vic                          | 2:27.45                         | lolanda Gandía Martínez           | CN Igualada                       | 2:39.52                           | [ 2 ] [ 3 ]       |
| LXXII                                               | 1990-91 | Joaquim Fernández               | CN Sant Andreu                  | 2:20.21                         | Susana Vázquez Casamián           | CN Sabadell                       | 2:39.66                           | [ 2 ] [ 3 ]       |
| LXXIII                                              | 1991-92 | Marc Capdevila Pons             | CN Vic                          | 2:25.17                         | Eva Garcia Balastegui             | CN Premià                         | 2:43.11                           | [ 2 ] [ 3 ]       |
| LXXIV                                               | 1992-93 | Joaquim Fernández               | CN Sant Andreu                  | 2:21.85                         | Eva Garcia Balastegui             | CN Catalunya                      | 2:40.86                           | [ 2 ] [ 3 ]       |
| LXXV                                                | 1993-94 | Marc Capdevila Pons             | CN Catalunya                    | 2:22.42                         | Elisabeth Olid Castilla           | CE Mediterrani                    | 2:39.06                           | [ 2 ] [ 3 ]       |
| LXXVI                                               | 1994-95 | Marc Capdevila Pons             | CN Catalunya                    | 2:23.70                         | Lourdes Becerra                   | CN Sabadell                       | 2:39.76                           | [ 2 ] [ 3 ]       |
| LXXVII                                              | 1995-96 | Ferran Viciano Juana            | CN Mataró                       | 2:25.85                         | Elisabeth Olid Castilla           | CN Sant Andreu                    | 2:42.26                           | [ 2 ] [ 3 ]       |
| LXXVIII                                             | 1996-97 | Marc Petit Alberola             | CN Terrassa                     | 2:24.92                         | Silvia Guerra de Rioja            | CN Barcelona                      | 2:40.37                           | [ 2 ] [ 3 ]       |
| LXXIX                                               | 1997-98 | Marc Capdevila Pons             | CN Catalunya                    | 2:21.71                         | Lourdes Becerra                   | CN Sabadell                       | 2:37.23                           | [ 2 ] [ 3 ]       |
| LXXX                                                | 1998-99 | Aleix Elías Centelles           | CN Tarraco                      | 2:20.90                         | Elisenda Pérez Valls              | CN Sabadell                       | 2:39.47                           | [ 2 ] [ 3 ]       |
| LXXXI                                               | 1999-00 | Sergio Garcia Alonso            | CN Sabadell                     | 2:22.87                         | Anna Ham-Man Abella               | CN Poble Nou                      | 2:39.88                           | [ 2 ] [ 3 ]       |
| LXXXII                                              | 2000-01 | Marc Capdevila Pons             | CN Catalunya                    | 2:21.66                         | Lourdes Becerra                   | CN Sabadell                       | 2:37.18                           | [ 2 ] [ 3 ]       |
| LXXXIII                                             | 2001-02 | Aleix Elías Centelles           | CN Sant Andreu                  | 2:17.60                         | Judith Llach Vilaregut            | CN Catalunya                      | 2:39.51                           | [ 2 ] [ 3 ]       |
| LXXXIV                                              | 2002-03 | Aleix Elías Centelles           | CN Sant Andreu                  | 2:20.39                         | Sara Pérez Sala                   | CN Atlètic-Barceloneta            | 2:37.49                           | [ 2 ] [ 3 ]       |
| LXXXV                                               | 2003-04 | Pablo A. Serra Rollano          | CN Catalunya                    | 2:20.71                         | Sara Pérez Sala                   | CN Atlètic-Barceloneta            | 2:30.66                           | [ 2 ] [ 3 ]       |
| LXXXVI                                              | 2004-05 | Tomás Cañizares                 | CN Sant Andreu                  | 2:20.83                         | Sara Pérez Sala                   | CN Atlètic-Barceloneta            | 2:34.80                           | [ 2 ] [ 3 ]       |
| LXXXVII                                             | 2005-06 | Tomás Cañizares                 | CN Sant Andreu                  | 2:20.06                         | Sara Pérez Sala                   | CN Sabadell                       | 2:36.05                           | [ 2 ] [ 3 ]       |
| LXXXVIII                                            | 2006-07 | Sergio Garcia Ortiz             | CN Sabadell                     | 2:23.54                         | Berta Cantó Gargallo              | CN Mataró                         | 2:39.76                           | [ 2 ] [ 3 ]       |
| LXXXIX                                              | 2007-08 | Sergio Garcia Ortiz             | CN Sabadell                     | 2:18.76                         | Sara Pérez Sala                   | CN Sabadell                       | 2:35.96                           | [ 2 ] [ 3 ]       |
| XC                                                  | 2008-09 | Sergio Garcia Ortiz             | CN Sabadell                     | 2:12.72                         | Cassandra Gimeno                  | CN Granollers                     | 2:36.15                           | [ 2 ] [ 3 ]       |
| XCI                                                 | 2009-10 | Fernando Morillas               | CN Granollers                   | 2:20.91                         | Mireia Belmonte                   | CN Sabadell                       | 2:30.25                           | [ 2 ] [ 3 ]       |
| XCII                                                | 2010-11 | Melquiades Álvarez              | CN Sant Andreu                  | 2:16.37                         | Concepción Badillo                | CN Sabadell                       | 2:35.73                           | [ 2 ] [ 3 ]       |
| XCIII                                               | 2011-12 | Melquiades Álvarez              | CN Sant Andreu                  | 2:16.34                         | Marina Garcia                     | CE Mediterrani                    | 2:28.46                           | [ 2 ] [ 3 ]       |
| XCIV                                                | 2012-13 | Fernando Morillas               | CN Granollers                   | 2:19.12                         | Marina Garcia                     | CE Mediterrani                    | 2:29.04                           | [ 2 ] [ 3 ]       |
| XCV                                                 | 2013-14 | Sergio Garcia Ortiz             | CE Mediterrani                  | 2:19.05                         | Jessica Vall                      | CN Sant Andreu                    | 2:27.02                           | [ 2 ] [ 3 ]       |
| XCVI                                                | 2014-15 | Carles Faro Molina              | CN Terrassa                     | 2:22.26                         | Jessica Vall                      | CN Sant Andreu                    | 2:27.95                           | [ 2 ] [ 3 ]       |
| XCVII                                               | 2015-16 | Joan Ballester Puig             | CE Mediterrani                  | 2:17.62                         | Jessica Vall                      | CN Sant Andreu                    | 2:26.08                           | [ 2 ] [ 3 ]       |
| XCVIII                                              | 2016-17 | Àlex Castejón Ramírez           | CN Sabadell                     | 2:15.63                         | Jessica Vall                      | CN Sant Andreu                    | 2:30.20                           | [ 2 ] [ 3 ]       |
| XCIX                                                | 2017-18 | Joan Ballester Puig             | CE Mediterrani                  | 2:16.51                         | Jessica Vall                      | CN Sant Andreu                    | 2:26.20                           | [ 2 ] [ 3 ]       |
| C                                                   | 2018-19 | Carles Coll Martí               | CN Tarraco                      | 2:16.45                         | Marina Garcia                     | CN Sabadell                       | 2:27.87                           | [ 2 ] [ 3 ]       |
| CI                                                  | 2019-20 | Joan Ballester Puig             | CE Mediterrani                  | 2:17.28                         | Marina Garcia                     | CN Sabadell                       | 2:26.91                           | [ 2 ] [ 3 ]       |
| CII                                                 | 2020-21 | Àlex Castejón Ramírez           | CN Sabadell                     | 2:14.53                         | Marina Garcia                     | CN Sabadell                       | 2:26.93                           | [ 2 ] [ 3 ]       |
| CIII                                                | 2021-22 | Èric Rodelas Farré              | CN Terrassa                     | 2:20.89                         | Marina Garcia                     | CN Sabadell                       | 2:30.27                           | [ 2 ] [ 3 ]       |
| CIV                                                 | 2022-23 | Àlex Castejón Ramírez           | CN Sabadell                     | 2:16.28                         | Emma Carrasco Cadens              | CN Sant Andreu                    | 2:32.42                           | [ 2 ] [ 3 ]       |